# 单翅猪毛菜
单翅猪毛菜（学名：Salsola monoptera）为苋科猪毛菜属的植物。分布于西伯利亚、蒙古以及中国大陆的青海、西藏等地，生长于海拔3,300米至4,800米的地区，多生在河滩和山麓砂砾地，目前尚未由人工引种栽培。